# Epizeuxis oaxacalis
Epizeuxis oaxacalis är en fjärilsart som beskrevs av William Schaus 1916. Epizeuxis oaxacalis ingår i släktet Epizeuxis och familjen nattflyn. Inga underarter finns listade i Catalogue of Life.